# Uomo Cosa
L'Uomo Cosa (Man-Thing), il cui vero nome è Theodore "Teddy" Sallis, è un personaggio dei fumetti, creato da Gerry Conway e Roy Thomas (testi), Gray Morrow (disegni), pubblicato dalla Marvel Comics. La sua prima apparizione è in Savage Tales (vol. 1) n. 1.
Il personaggio ha raggiunto l'apice della sua "vita fumettistica" in mano allo sceneggiatore Steve Gerber.
Atipico supereroe, Man-Thing vive in Florida, nella paludi seminole. Il suo personaggio è stato spesso paragonato a Swamp Thing della concorrente DC Comics, con il quale ha in comune una storia piuttosto simile. Man-Thing narra di uno scienziato che diventa un mostro delle paludi, composto di materiale vegetale, eroe per caso in quanto, quando si trova di fronte uno scenario di crimine e morte, il suo senso di giustizia emerge, facendolo agire a tutti gli effetti come un "eroe". La frase «Chiunque conosca la paura brucia al tocco di Man-Thing» è riferita al fatto che chiunque sia colpevole brucia letteralmente, se Man-Thing lo tocca.
Nel 2005 è stato prodotto e distribuito direct-to-video un film su Man-Thing, intitolato Man-Thing - La natura del terrore.

## Biografia del personaggio

### Origini
L'Uomo Cosa apparve per la prima volta sulla rivista Savage Tales n. 1 (1971) opera di Thomas e Conway e disegnato da Gray Morrow. In questa sua prima storia veniva spiegata l'origine del personaggio che aveva molti punti in comune con Swamp Thing della DC.
Teddy Sallis è un biochimico nato a Omaha, Nebraska. Tradito dalla sua fidanzata Ellen Brandt, Sallis, mentre è inseguito dagli agenti dell'AIM che vogliono assolutamente la sua formula (che più tardi scopriremo essere il "siero del super-soldato" che ha dato vita a Capitan America), annega nella palude e si trasforma nell'Uomo Cosa a causa di una letale combinazione tra la sua formula e i poteri che la palude possiede. Sallis sembra incosciente dentro l'Uomo Cosa, ma a volte sembra che la forma umana cosciente di Sallis ritorni a prevalere sull'Uomo Cosa; inoltre sembra che Sallis sia tornato per poco tempo nella sua forma umana, qualche volta.
La successiva storia, Savage Tales n. 2, viene finita di pubblicare su Astonishing Tales n. 12, scritto da Len Wein. La storia introduce l'assistente di Sallis, Dr. Wilma Calvin. Appare anche Ka-Zar, nella storia scritta da Roy Thomas, e la storia diventa un flashback con Ka-Zar che incontra Man-Thing, alla fine di questo albo. Nel numero 13, scritto sempre da Thomas, Ka-Zar e l'Uomo Cosa distruggono la base dell'AIM.
Gli albi dal numero 15 al 20 narrano di Ka-Zar impegnato a cercare di distruggere ciò che rimane della formula creata da Sallis, che fa gola a Nick Fury e Bobbi Morse. Alla fine, l'unico ad avere una copia della formula è Dr. Calvin, ma solo nella sua mente.
Il personaggio, dopodiché, compare nella rivista Adventure into Fear n. 10 (1972), ad opera di Conway e Morrow, che narrano nuovamente le origini del personaggio e lo trasformano in un eroe in piena regola. La rivista continua a contenere storie sul personaggio per altri nove numeri, con Steve Gerber ai testi che subentra al numero 11.

### Il periodo di Steve Gerber
Con Steve Gerber la storia di Man-Thing diventa complessa. Nel numero 14 introduce il "Nexus of All Realities", in cui nasceranno demoni, mostri, fantasmi e altre creature terrificanti, che serviranno a diventare super-antagonisti del personaggio nonostante l'Uomo Cosa continui anche a scontrarsi con antagonisti normali come criminali, assassini, vigilantes. La storia Fear introduce numerosi personaggi che diverranno importanti nel cast della testata: il demone Thog, Dakimh the Enchanter e numerosi esseri umani, tra i quali i membri del Cult of Zhered-Na, che diverranno alleati dell'Uomo Cosa.
Il nemico di maggior successo della testata è sicuramente Franklin Armstrong Schist, che vorrebbe costruire un aeroporto a Citrusville. La serie termina con il numero 19 ed una bizzarra storia che vede coinvolto il demone Thog alle prese con numerosi personaggi della Marvel, inclusi Devil e la Vedova Nera.
L'Uomo Cosa chiude la sua avventura in Adventure into Fear per ripartire, nel gennaio del 1974, con una testata tutta sua, intitolata semplicemente Man-Thing, ad opera di Gerber e con artisti che si avvicendano come Val Mayerik, Mike Ploog, John Buscema e Jim Mooney. Questa nuova serie presenta un nuovo antagonista, l'Insanicida, e di nuovo Schist alle prese con l'eroe della storia. In una delle storie viene rivelato il perché Schist voglia creare un aeroporto: egli vuole trovare la fontana della Giovinezza.
Insieme a questa nuova testata ne esordisce un'altra: Giant-Size Man-Thing. La testata è scritta, per i primi cinque numeri, sempre da Gerber. Le storie presentano anche un nuovo personaggio dissacrante, Howard the Duck. Man-Thing viene cancellato col numero 22 a causa di Gerber. L'autore, infatti, viene persino introdotto nel mondo fumettistico e spiega nell'ultima storia che non ha più idee per il personaggio. Nonostante ciò Gerber continuerà a inserire Man-Thing in altre collane della Marvel nel corso del tempo, facendolo interagire con i personaggi famosi dell'editore, come Spider-Man.
Gerber, nel 1989, realizzerà una nuova serie in 12 parti dell'Uomo Cosa, che viene subito bollata come la più violenta storia del personaggio di sempre.

### Quello che venne in seguito
L'Uomo Cosa ritorna nell'universo Marvel nel novembre del 1979, con una nuova serie, scritta da Michael Fleischer e disegnata da Jim Mooney e Don Perlin. Le storie che scrive Fleischer, però, sono criticate dai fan provocandone l'abbandono della serie con il numero 3. Subentra nel n. 4 Chris Claremont, che introduce D'Spayre, che poi diverrà un super nemico degli X-Men, e nuovi personaggi come la cheerleader Bobbie Bannister e lo sceriffo di Citrusville John Daltry.
L'ultimo numero della serie sarà l'11, nel quale Claremont decide di uccidere lo sceriffo. Man-Thing tornerà in una terza serie, nel 1997, con J.M. DeMatteis ai testi e Liam Sharp ai disegni, per otto lunghi episodi. DeMatteis torna all'inizio, reinserendo nella storia Ellen Brandt e Howard the Duck.
L'Uomo Cosa, già ripresentato nella serie Marvel Zombi, torna poi come ospite in varie testate Marvel, tra le quali quelle di Shang-Chi e di Hulk. Successivamente diventerà il miglior amico di Howard il Papero, con il quale stringerà un legame molto profondo.

### Thunderbolts
L'Uomo Cosa viene inserito nei nuovi Thunderbolts nel n. 144 della serie da Capitan America, insieme a Moonstone, Boomerang, Fantasma, Satana Hellstrom, Troll, Mr. Hide, Centurius, Luke Cage, Songbird e Mach-5.
Dopo si dispersero nel tempo (a eccezione di Luke, Songbird e Mach-5), ma grazie all'Uomo-Cosa (che scoprì di potersi teletrasportare e dopo imparò anche il linguaggio universale) riuscirono a ritornare, ed una volta che si riunirono tutti (con il sostegno del Fenomeno) riuscirono a sconfiggere i Nuovi Vendicatori oscuri, formati da E-Apaec, Ragnarok, Trick Shot ed una che si fingeva Scarlet utilizzando la tecnologia.

### Man Thing: end of The World
Man-Thing e Howard il Papero restano gli unici esseri viventi sulla Terra dopo che tutti quanti (supereroi e super-cattivi compresi) sono morti a causa dell'inquinamento. Per un po' di tempo vagano alla ricerca di qualche sopravvissuto. Un gruppo di Skrull atterrano per catturarli. I due li combattono ma vengono sconfitti e portati nell'astronave. Dentro scoprono che c'è anche una bambina inumana di nome Jenny. Infatti è proprio lei ad aver causato l'inquinamento per via dei suoi poteri estremamente tossici. I due dialogano con lei, affermando che sono sopravvissuti perché non sono terrestri normali.

## Poteri e abilità
L'Uomo Cosa è uno dei personaggi più forti dell'universo Marvel. La sua forza è elevata a tal punto da competere con Sentry. Possiede degli enormi poteri, grazie ad un'unione della forza della sua formula e della palude che lo ha inghiottito. All'inizio ha una forza pari a quella di Capitan America, ma in seguito diventa molto più forte, dimostrando di essere in grado di fare a pezzi le persone. È anche invulnerabile, grazie a un corpo composto da vegetali: il che lo rende invulnerabile a qualsiasi colpo sia d'arma da fuoco, sia di armi da taglio o altro. Il suo corpo, inoltre, si rigenera molto velocemente.
Man-Thing, inoltre, è molto emotivo come personaggio. Prova emozioni e sensazioni come un essere umano qualsiasi. Quando prova sentimenti di rabbia, frustrazione e cattiveria, diventa molto violento, producendo un acido solforico che brucia gli esseri umani.
Inoltre ha recentemente imparato a teletrasportarsi ed anche ad utilizzare il linguaggio universale, ovvero un linguaggio che ogni persona capisce nel modo che gli è più comodo, per esempio mentre parlava si poteva notare che Satana Hellstrom aveva sentito la frase in un linguaggio infernale, mentre Boomerang lo aveva sentito come se fosse un mafioso.

## Amalgam
Man-Thing si fonde con Man-Bat, diventando Bat-Thing.

## Altre versioni
Compare brevemente in alcune testate Ultimate:
- In Ultimate Marvel Team-up n. 10 aiuta Spider-Man a sconfiggere Lizard, bruciandolo gravemente.
- In un flashback di Reed Richards riguardante l'incidente con la Zona N lo si vede in una vignetta.

## Altri media

### Cinema

L'Uomo Cosa interpretato da Conan Stevens nel film Man-Thing - La natura del terrore.

Sulla scia dei successi dei personaggi Marvel al cinema, la Lions Gate ha deciso di acquistare i diritti di Man-Thing per farne una trasposizione cinematografica, intitolata Man-Thing - La natura del terrore. La regia del film è di Brett Leonard mentre autore della sceneggiatura è Hans Rodinoff, autore di una più recente incarnazione del personaggio a fumetti. Il cast è ricco di giovani attori sconosciuti, in cui si distingue Jack Thompson nei panni di Schist. Il film, che sarebbe dovuto uscire al cinema nel 2004, fu "inspiegabilmente" per i fan, fatto uscire solo in DVD, dopo una messa in onda nel canale SCI FI CHANNEL nel 2005. La verità di questa decisione fu spiegata quando i fan videro il film e lo commentarono negativamente. La pellicola si basa solo vagamente sui fumetti, con un vago omaggio alle storie di Gerber, con l'introduzione del personaggio di Schist. La pellicola non presenta né le origini del personaggio né tanto meno lo mostra: Man-Thing, infatti, viene mostrato solo negli ultimi minuti della pellicola come "il nemico della situazione". Ted Sallis viene soltanto citato un paio di volte. La pellicola è stata considerata la peggiore tratta da un fumetto Marvel mai prodotta.

#### Marvel Cinematic Universe
- L'Uomo Cosa ha debuttato nel Marvel Cinematic Universe nello speciale televisivo di Halloween Licantropus (2022) e distribuito su Disney+. Il personaggio è interpretato da Carey Jones.

### Televisione
- Nella serie animata Ultimate Spider-Man l'Uomo Cosa fa parte degli Howling Commandos (la seconda incarnazione), nonostante nel fumetto non abbia nessuna relazione, se non minima, con loro. È infatti stato messo probabilmente solo in quanto mostro, ed è l'unico membro non ufficiale, oltre a Blade, che però nell'episodio non fa più parte della squadra, rivelando solo che lo era stato in passato, degli Howling Commandos.
- Riappare, sempre come membro degli Howling Commandos in Hulk e gli agenti S.M.A.S.H., dove lui e i suoi compagni aiutano Hulk nella lotta contro Dormammu.

#### Animazione
- L'Uomo Cosa è apparso anche nel film d'animazione Hulk - Nella terra dei mostri.